# Muskötunneln
Muskötunneln är en 2 895 meter lång vägtunnel i Stockholms län och är därmed den näst längsta biltunneln i Stockholms län. Tunneln förbinder tillsammans Muskövägen och Muskö med fastlandet. Den sträcker sig från norra Yxlö, under Skramsöarna, till Muskö, delvis under Mälbyfjärden av Östersjön och ingår i Nynäshamns och Haninge kommuner. När sprängningsarbetena för Muskötunneln var färdiga i slutet av 1963, var tunneln sannolikt världens längsta biltunnel under havsytan i oinklätt berg. Den 15 mars 1964 öppnades tunneln för allmän trafik. I dag (2011) passerar ca 1 300 fordon dagligen tunneln (vardagsmedeldygnstrafik).

## Historik
Redan på 1950-talet planerades för en fast landförbindelse för den blivande Musköbasen. Enligt dessa planer skulle förbindelsen ske med vägar och broar över Himmelsö, Herrö, Yxlö och Skramsö. Det skulle behövas minst fem broar varav den största (mellan Skramsö och Muskö) skulle kräva en segelfri höjd av minst 40 meter. 1954 undersöktes möjligheten att ersätta en del broar med en tunnel och 1959 beslöts att bygga en landförbindelse bestående av väg, två broar och en tunnel i berg. När tunneln öppnades 1963 var den till en början endast förbehållen militär trafik.

## Tunneln
Tunneln byggdes av Fortifikationsförvaltningen för Försvarsmakten som hade flera stora installationer på Muskö, bland annat Musköbasen med sitt örlogsvarv, och därmed många transporter till ön, bland annat från den närbelägna Berga örlogsbas. Tunneln började sprängas i båda ändar i december 1959 och tunnelgenomslag skedde 8 februari 1963 omkring 2500 meter från Muskömynningen. Tunneln går på det djupaste stället 66 meter under fjärden. Invigningen skedde den 15 mars 1964 efter fyra års byggtid och var då Sveriges längsta vägtunnel. När tunneln var ny hade man stora problem med vattenläckage. Som mest läckte det in 28 000 liter/timme, men det har genom olika tätningar reducerats till cirka 7 000 liter/timme. 28 000 liter/timme var tillräckligt för att göra tunneln oframkomlig på ett fåtal timmar om pumparna slutade fungera. 
I juni 1987 framfördes förslag att ersätta tunneln med en bro. Detta förslag avvisandes av chefen för Marinen, eftersom tunneln ändå måste finnas kvar av beredskapsskäl.
Sedan år 2010 utför Trafikverket etappvisa renoveringar av Muskötunnelns väggar och tak. Det yttersta skiktet på tunnelväggen, som består av sprutbetong avlägsnas och ersätts med ny betong. Kompletterande bergförstärkningar utförs och på vissa platser förbättras dräneringen som leder bort vatten och förhindrar isbildning.

## Tekniska fakta
Fri höjd till tunnelhjässan är cirka 5,0 meter. Den fria höjden begränsas dock av belysningsarmaturer och fläktaggregat, därför angav  skyltningen 4,2 meter. Efter flera påkörningar under 2017,sänktes den skyltade höjden till 3,9. Tunnelns omfång är 7,4 meter bred och 2895 meter lång. Vägbanans bredd är 6,0 meter. Den når som djupast 65 meter under havet. Den djupast belägna delen är läckvattenbassängen vars bottennivå ligger 72 meter under tunnelns infarter. Uppfarterna lutar 7 procent på Yxlösidan och 5 procent på Muskösidan. Det finns ett evakueringsschakt på Skramsö och två friskluftsintag, ett på Yxlö och ett på Muskö.

## Bilder

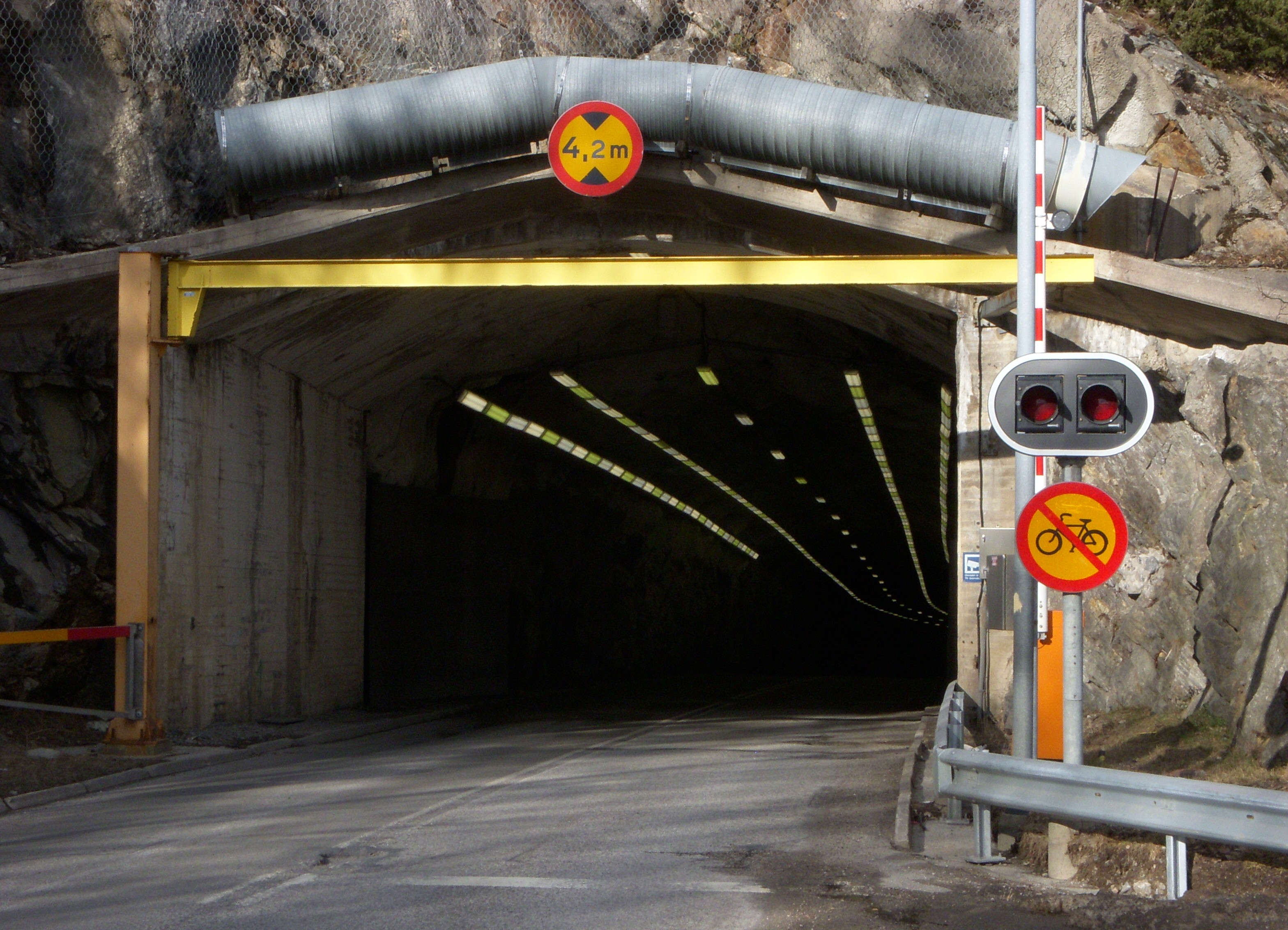
Södra tunnelinfarten
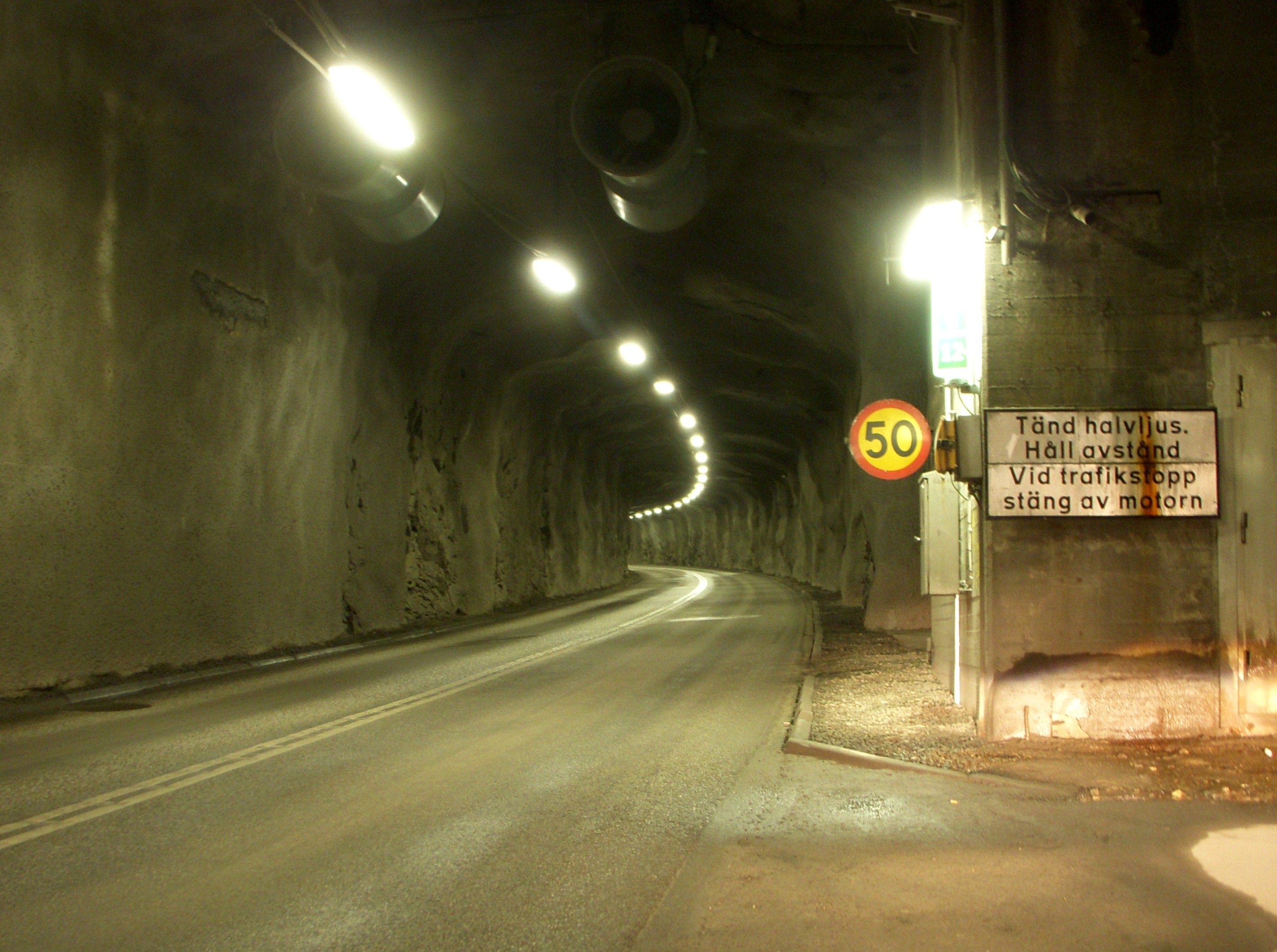
En av nödfickorna i tunneln
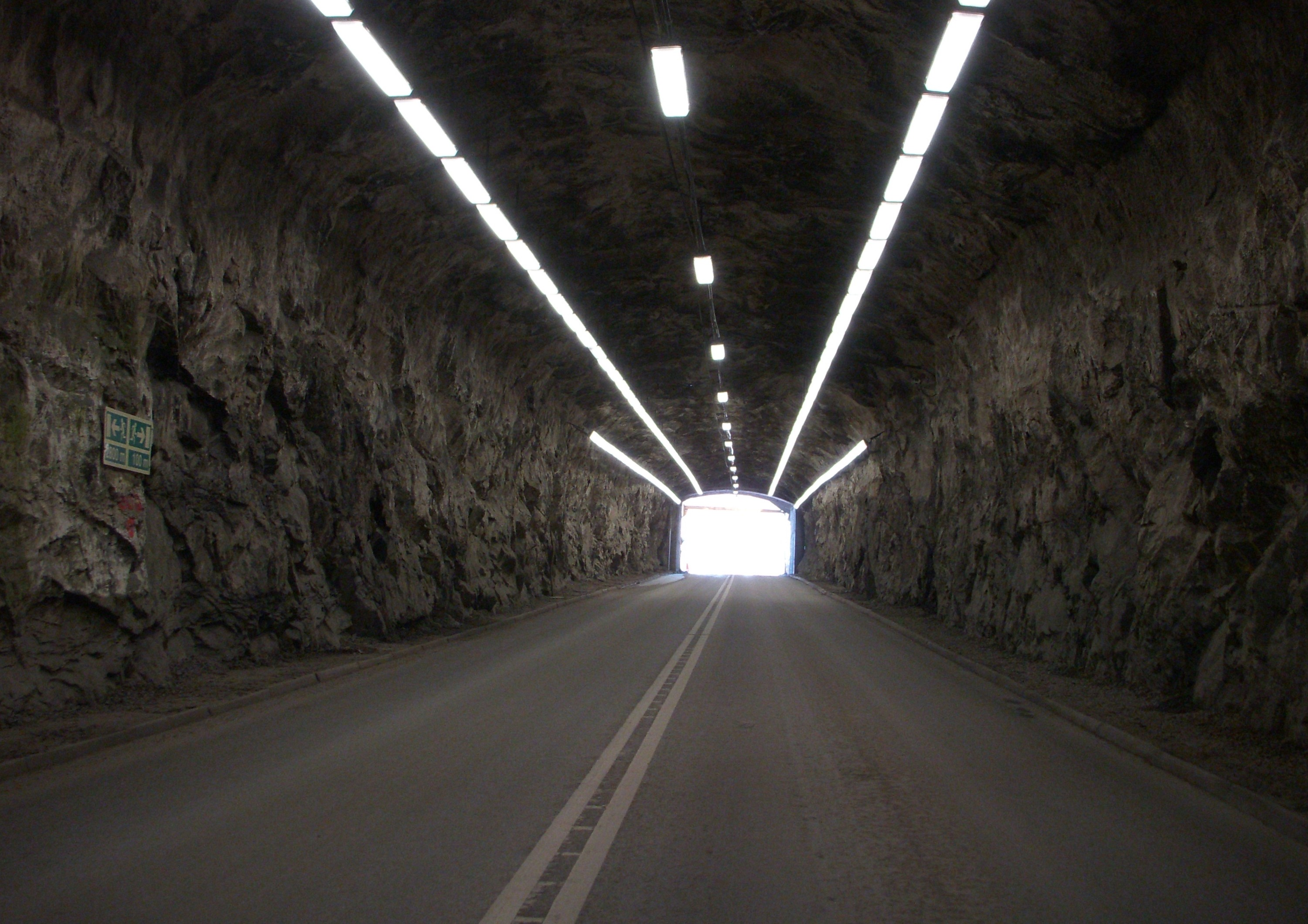
Norra tunnelöppningen
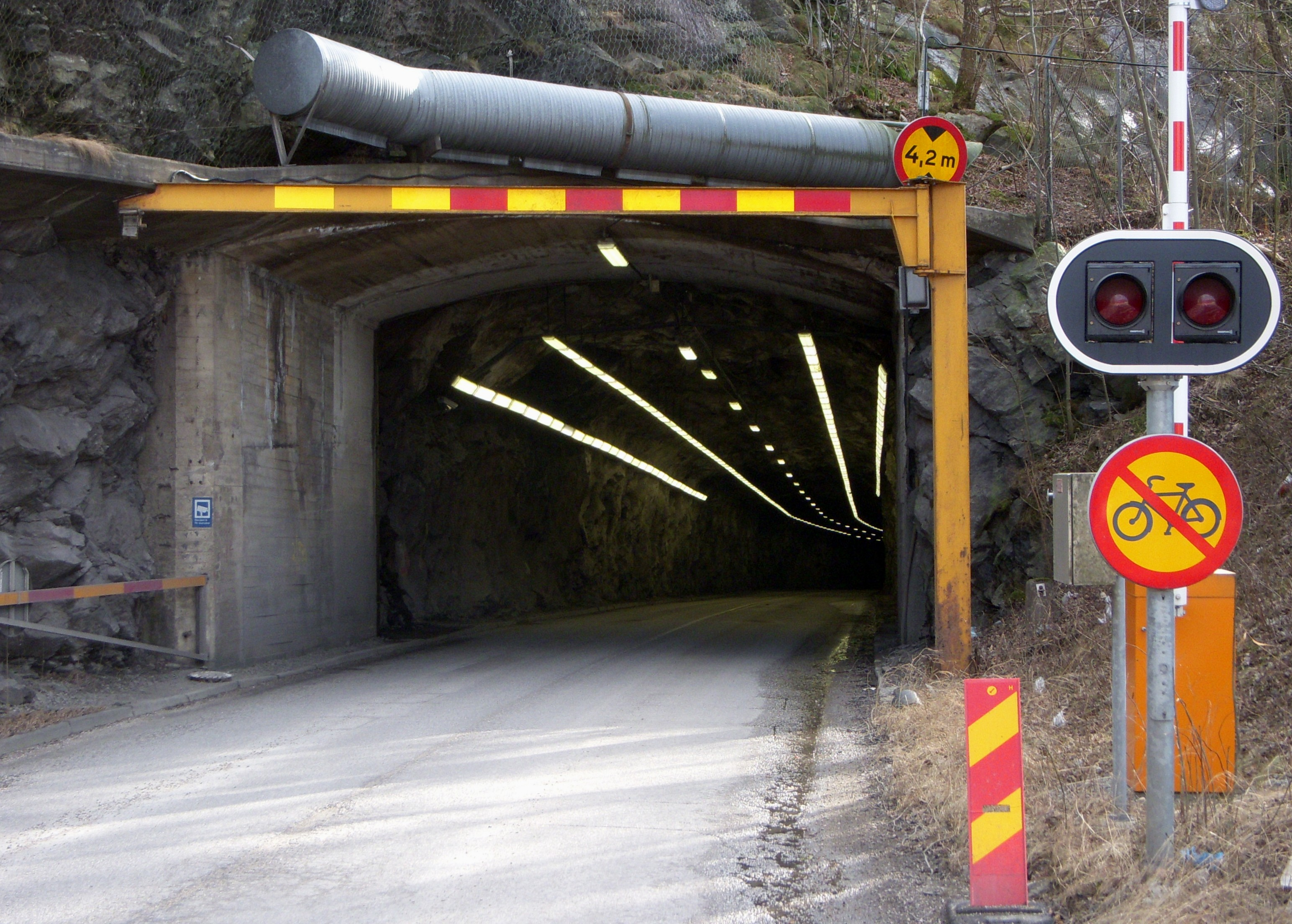
Norra tunnelinfarten